# 命運召喚士 亞雀的精靈石
《命運召喚士 亞雀的精靈石》是日本同人社團Lizsoft製作與販售的同人遊戲，於2008年9月10日販售。盒裝版《命運召喚士 亞雀的精靈石Deluxe》與資料片《命運召喚士Plus 亞雀的神祕迷宮》同時於2009年6月18日販售。英語版由Carpe Fulgur所代理發行，並於2012年1月31日販售。
遊戲製作將《命運召喚士 亞雀的精靈石》的遊戲類型命名為「即時RPG」（リアルタイムRPG），屬於橫向捲軸動作角色扮演遊戲類型。遊戲的世界觀繼承《魔法使學徒芙瓦兒的冒險》的奇幻世界，並且著重於線上遊戲般跟同伴之間互相幫助與冒險。而作品在2008年獲得Vector舉辦的第12屆「Vector電腦專業獎」（Vectorプロレジ大賞）遊戲部門獎。

## 遊戲

在《命運召喚士 亞雀的精靈石》遊戲進行時的遊戲畫面。

游戏以故事形式的“一日”这个计量单位来表示游戏中剧情的不断发展。在《命運召喚士 亞雀的精靈石》遊戲當中採用橫向捲軸遊戲為主的操作模式，就如同大部分的動作角色扮演遊戲相同，需要花上大部分的時間去提升玩家扮演的人物的等級才能使用特殊技能，並且通過下一個關卡，不同的是在遊戲當中分成「冒險者等級」與「戰鬥等級」，而「冒險者等級」是玩家的等級上限，而「戰鬥等級」的意思是玩家現在的等級，一旦抵達上限就無法繼續提升等級，玩家必須收集特殊道具才能提升玩家的等級。在遊戲當中玩家可以自由切換所扮演的人物，而每個人物的攻擊方式不同，例如擅長接近戰和剑术的劍士亞雀、擅長魔法攻擊的魔法使莎娜（水与冰）以及史黛拉（火），遊戲中某些特定地圖只能使用特定人物通過，如莎娜能在水洼中自由行动，玩家切換人物之後原本的人物會切換成AI模式，玩家可以決定AI的指令，來決定攻擊的模式。在戶外如同動作遊戲一樣跳過洞窟以及水窪，一旦跳躍失敗會減少生命值並且回到原本的地方，當其中一個人物生命值歸零，人物將無法進行戰鬥。同时游戏对于玩家的操作也有一定要求。

## 故事簡介
故事描述亞雀跟著一家人搬到托基尼斯小鎮，從小時候向父親學習劍術，總是背著巨大的劍活力十足的女孩子。她轉學到從來沒有就讀過的魔法使的志願學校「米娜薩拉提斯魔法學校」（ミナサラティス魔法学校），然而魔法的技能需要「精靈石」。然而精靈石價格非常昂貴，對剛搬家的亞雀的父母親來說負擔太大，因此亞雀從同班的哥魯聽說在裏山的洞窟當中有古代精靈石的存在。就這樣亞雀與心地善良的水屬性魔法使莎娜，以及才貌雙全的大小姐火屬性魔法使史黛菈三人小小的冒險故事開始了……。

## 登場人物
聲優前者為下載版，後者為Deluxe版。

### 主要人物
亞雀·普萊姆菲爾德（聲優：愛原圭織/田村由香里）
本作品的主角。小時候向身為警備隊的父親學習劍術，總是背著劍的活潑好動的少女，由於她憧憬著她的父親的緣故，因此她的夢想是成為一名劍士。轉學到米娜薩拉提斯魔法學校，因為沒有精靈石而無法進行魔法實習，因此她決定為了精靈石而去冒險。
莎娜·波亞涅特（聲優：草乃さちか/植田佳奈）
米娜薩拉提斯魔法學校的學生，亞雀與史黛菈的同班同學。第一次在上學途中遇到因為史萊姆的攻擊腳受傷的亞雀，因此成為她的朋友。她的個性善良又喜歡動物，因為她的身體的不好的緣故，加上對冒險沒有興趣，但是遇到亞雀之後決定跟著她去冒險。持有水屬性精靈石「Eolamest」（エオラメスト）。
史黛菈·梅貝爾克（聲優：留櫻良姬/藤村步）
米娜薩拉提斯魔法學校的學生，亞雀與莎娜的同班同學。大金主「梅貝爾克財閥」社長千金，同時在學校是第一美女。除此之外，她是使用魔法的天才，憧憬著傳說的魔法使米娜薩拉提斯因此持續修行，持有最高等級的火屬性精靈石「皇家腓紅」（ロイヤルスカーレッド；Royal Scarlet）。平常從夏特爾之都的大宅邸到魔法學校上學。當初與其他學生之間沒有互動甚至對亞雀不感興趣，直到某次的事件成為契機而一起冒險。
希佛（聲優：櫻華春日/平松真由美）
亞雀與莎娜在遺跡遇到的『風之精靈』。由於它長年封印的緣故，而失去大部分的記憶。外觀有白色的毛髮，一對長耳朵與尾巴，像是大眼睛的兔子的模樣，戴著帽子並且穿著背心，並且飄浮在空中。相遇之後一直跟隨著亞雀等人。

### 其他人物
亞雀的父母親（聲優：無/山根剛、竹間千之美）
亞雀的父親過去他是警備隊的劍士，曾經教導小時候的亞雀劍術，後來搬到托基尼斯小鎮開了一間道具店，而母親是個家庭主婦，每天待在家裡幫忙，亞雀的父母經常擔心亞雀的活潑的性格而擔心。
蘇菲亞老師（聲優：無/竹間千之美）
她是亞雀班上的班導師，儘管她是一名美女，但是對班上的學生非常嚴厲，實際上是對學生非常善良的老師。
哥魯（聲優：無/竹間千之美）
他是亞雀的同班同學，家裡開著旅館。哥魯經常跟著經常思考的少年雷歐，以及年紀最小的男孩子邱比魯三人一起行動，他絕對不跟女孩子玩。在序章當中他的祖父提到魔法學校的後山的洞窟藏著精靈石，在這之後他成為亞雀冒險的開端，之後跟亞雀一起爭奪尋找「風之紋章」的下落。
亞雀的同班同學
蘇菲亞老師班上的學生，包含家裡開服飾店的艾莉，父母都是魔法使的瑪莉涅，莎娜的隔壁鄰居的邱比魯以及姊姊露易絲，而她同時也是班上的班長。
托瓦林（聲優：無/大塚智則）
他是米娜薩拉提斯魔法學校的前任校長，同時他也是大魔法師。
黑暗魔女賽蕾涅（聲優：無/永田佳代）
她是擁有強大的魔力的魔女，為了尋找稀有的精靈石而不擇手段。
參考資料：

## 開發
《命運召喚士 亞雀的精靈石》是製作者MEL的第三款遊戲，而這款遊戲是以Lizsoft的名義首次發行的遊戲，MEL一手包辦遊戲當中的監製、程式設計、音樂、美術設計以及劇本等工作，而人物設計是由武田美夏負責遊戲的插圖，遊戲的開發時間為3年5個月。

### 發行歷史
《命運召喚士 亞雀的精靈石》遊戲最初在2005年4月開始進行製作，2007年7月7日公布「序章篇」的試玩版，2008年9月8日在YouTube公開遊戲的預告片，2008年9月10日正式版在網路上販售，而試玩版的存檔與正式版可共用。2009年6月18日，由日本Jungle公司販售盒裝版《命運召喚士 亞雀的精靈石Deluxe》，儲存媒介採用CD-ROM，主要新增語音對話，以及新增〈亞雀的不可思議的地牢〉與〈亞雀無雙〉。而資料片《命運召喚士Plus 亞雀的神祕迷宮》與Deluxe版同一天販售，除了語音對話以及設定資料集之外，與Deluxe相同

。英語為主的國際版是由美國Carpe Fulgur公司所代理發行，過去曾經推出《莉希緹之淚 道具屋經營之方》的英語版，並於2012年1月31日Steam平台進行販售。

## 評價
在日文版《命運召喚士 亞雀的精靈石》普遍給予高度的評價，日本的遊戲網站4Gamer.net網站當中表示：「遊戲採用了蠟筆風格的色彩美術風格，遊戲當中的漢字的部分皆標註平假名，難易度適中的關卡。」。窗之社網站表示：「在遊戲的地牢設計非常優異，多運用人物的特殊能力來通過關卡……這是一部『與班上的女孩子一起去冒險』的故事」，秋山俊於Vector網站表示：「實際上遊戲經常處於非常嚴厲的戰鬥情況……由劍士、魔法師組成的隊伍採用即時戰略遊戲方式的集體戰鬥所造成的壓力是這遊戲的特點。」。在英語版則給予褒貶不一的評價，山姆·馬爾凱洛在RPGamer網站當中表示：「一場重複的惡夢」與「設計不良的地牢和與永無止盡的過場動畫充滿了老套的對話。」，滿分5分當中得到了1.5分
。弗朗西斯科·阿科斯塔於MeriStation網站當中表示：「對於喜愛的遊戲，例如《魔界村》、《林克的冒險》以及《神奇小子》等遊戲，在《命運召喚士 亞雀的精靈石》當中都是不可或缺的因素，但是我們必須記住遊戲的侷限性」，在滿分10分當中得到了7.5分。

## 外部連結
- Lizsoft（页面存档备份，存于） （日語）
  - 《命運召喚士 亞雀的精靈石》作品介紹頁（页面存档备份，存于） （日語）
  - 《命運召喚士 亞雀的精靈石Deluxe》作品介紹頁（页面存档备份，存于） （日語）
- 《命運召喚士 亞雀的精靈石》英語版作品介紹頁（页面存档备份，存于） （英文）